# Алиев, Джамиль Азиз оглы
Джамиль Азиз оглы Алиев (азерб. Cəmil Əziz oğlu Əliyev; род. 30 марта 1946, Баку, Азербайджанская ССР, СССР) — советский и азербайджанский врач-онколог, доктор медицинских наук, профессор.
Академик Национальной академии наук Азербайджана (2001), Заслуженный деятель науки Азербайджана (2000) и Республики Дагестан (2011). Генеральный директор Национального центра онкологии Министерства здравоохранения Азербайджанской Республики.

## Биография
Джамиль Алиев родился 30 марта 1946 года в городе Баку в семье известного учёного, общественного деятеля Азиза Алиева.
В 1968 году окончил Азербайджанский государственный медицинский институт имени Н. Нариманова.
В 1973 году защитил в Баку кандидатскую диссертацию по специальности «онкология» на тему «Диагностика и лечение рака кожи нижней губы и слизистой полости рта».
В 1978 году в Москве, во Всесоюзном онкологическом научном центре Академии медицинских наук СССР защитил докторскую диссертацию по специальности «онкология» на тему «Пластические операции при раке и меланоме кожи».
В 1987 году за существенный вклад в подготовку научных кадров Высшей аттестационной комиссией СССР был удостоен звания профессора по специальности «онкология».

### Трудовая деятельность
С 1994 года профессор Д. А. Алиев заведует кафедрой онкологии Азербайджанского государственного института усовершенствования врачей им. А. Алиева Министерства здравоохранения Азербайджанской Республики.
Джамиль Алиев является автором более 600 опубликованных работ, 10 изобретений, 18 монографий, учебных пособий для студентов. Под его научным руководством было защищено более 48 диссертаций на соискание учёной степени доктора философии по медицине и 8 диссертаций на соискание учёной степени доктора медицинских наук.
Д. Алиев является действительным членом Нью-Йоркской академии наук, иностранный член Российской академии наук, действительный член Европейской академии естественных наук, действительный член Российской академии естественных наук, профессор Хаммерсмитского госпиталя английского Королевского университета, почётный профессор Онкологического центра имени М. Д. Андерсона (США), действительный член Национальный академии наук Грузии, действительный член Международной экоэнергетической академии, академик Международной Академии наук по исследованиям Турецкого мира, член Европейского научного общества медицинской онкологии, а также член многих других международный научных обществ.
С 1990 года является Генеральным директором Национального центра онкологии.
В 2001 году был избран действительным членом Национальной академии наук Азербайджана.

## Ордена, медали, премии
- Орден «Честь» (28 марта 2016 года) — за заслуги в усовершенствовании системы здравоохранения и развитии медицинской науки в Азербайджанской Республике[3].
- Орден «Слава» (29 марта 2006 года) — за заслуги в развитии медицинской науки в Азербайджане[4].
- Орден «За службу Отечеству» I степени (30 марта 2021 года) — за многолетнюю плодотворную деятельность в развитии здравоохранения в Азербайджанской Республике[5].
- Заслуженный деятель науки Азербайджанской Республики (2 ноября 2000 года) — за заслуги в развитии здравоохранения в Азербайджане[6].
- Почётный знак Республики Дагестан «За любовь к родной земле» (10 мая 2016 года, Республика Дагестан, Россия) — за заслуги перед Республикой Дагестан[7].
- Заслуженный деятель науки Республики Дагестан (29 сентября 2011 года, Республика Дагестан, Россия) — за большой вклад в развитие научного сотрудничества между Республикой Дагестан и Азербайджанской Республикой[8].
- В 1980 году за монографию «Пластические операции при злокачественных опухолях кожи» был награждён премией имени Н. Н. Петрова Академии медицинских наук СССР.
- В 1996 году имя профессора Джамиля Алиева включено в биографический сборник «Кто есть кто» среди интеллектуалов мира Кембриджского международного биографического Центра Англии.
- В 1996 году был удостоен премии имени Ю. Мамедалиева Просветительского общества «Билик» («Просвещение») Национальной академии наук Азербайджана.
- В 2003 году был награждён Почётным дипломом имени академика М.Топчибашева.
- В 2015 году удостоен Международной золотой медали «За служение тюркскому миру».
- Награждён международным орденом Н. Пирогова Европейского академии естественных наук, вручаемым самым известным хирургам мира (2015).
- В ноябре 2015 года удостоен звания «Почётный учёный Европы» и медали имени Вильгельма Лейбница.
- В 2015 году был удостоен премии имени академика М. Миргасымова Национальной академии наук Азербайджана за фундаментальные научные работы в сфере исследования онкологических проблем субклинической патологии печени.
- В 2016 году награждён большой золотой медалью Международной академии экоэнергетики[9].
- Советом по международным премиям Организации Объединённых Наций удостоен почётного звания «Посланника науки и мира» (2018)
- В 2020 году награждён медалью имени академика Николая Трапезникова[10].

## Личная жизнь
Женат, имеет двух детей.
Супруга — Алиева Дильшад Гусейн гызы, доцент Азербайджанского государственного университета нефти и промышленности. Заслуженный учитель Азербайджана.
Сын — Алиев Азиз Джамиль оглы, доктор медицинских наук, профессор, ректор Бакинского филиала Первого Московского государственного медицинского университета им. И. М. Сеченова, ведущий научный сотрудник и хирург-онколог отделения опухолей головы и шеи Национального центра онкологии.
Дочь — Алиева Ирада Джамиль гызы, кандидат медицинских наук, доцент кафедры внутренних болезней Азербайджанского государственного медицинского университета.